# SIPP

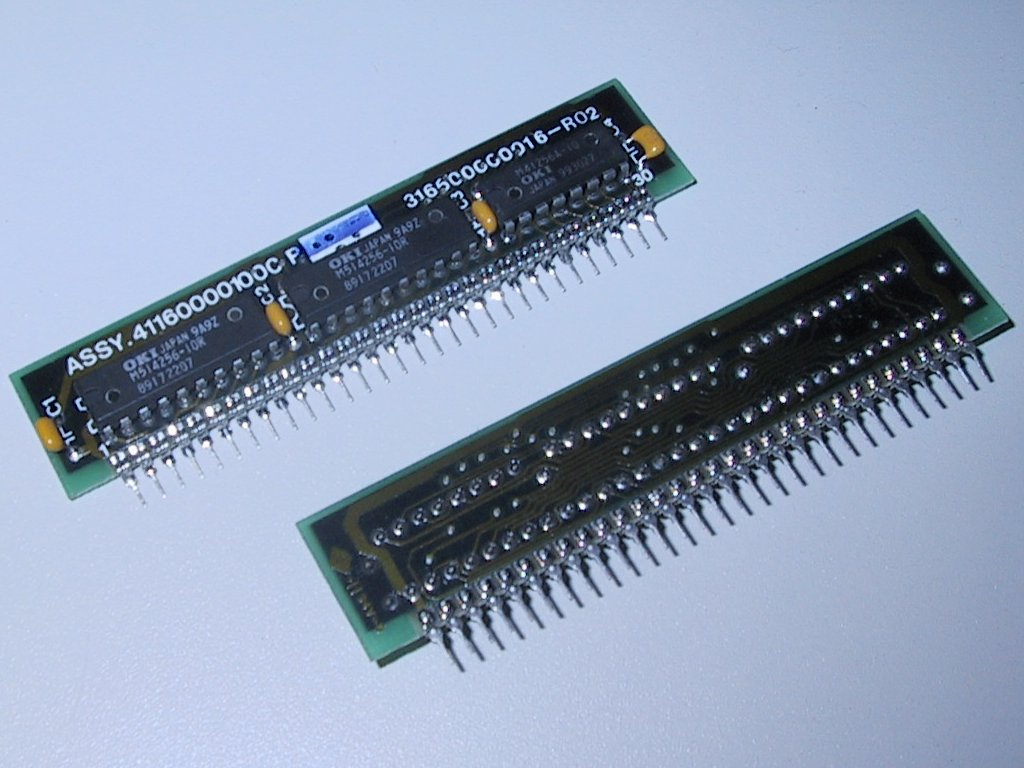
Due moduli di memoria SIPP.

La SIPP (single in-line pin package) o SIP (single in-line package) è un tipo di memoria RAM usato in sistemi 80286 e 80386.
Consisteva in un piccolo circuito stampato sul quale erano montati un numero di chip di memoria. Aveva 30 pin lungo un bordo che si accoppiavano con i fori corrispondenti nella scheda madre del computer.
Questo tipo di memoria è stato utilizzato in alcuni sistemi 80286 e 80386 ( 80386SX). Poi fu sostituito dalla tipologia SIMM, che usando connettori di bordo, si dimostrarono più economici e durevoli.